# Liste von Seen in Deutschland

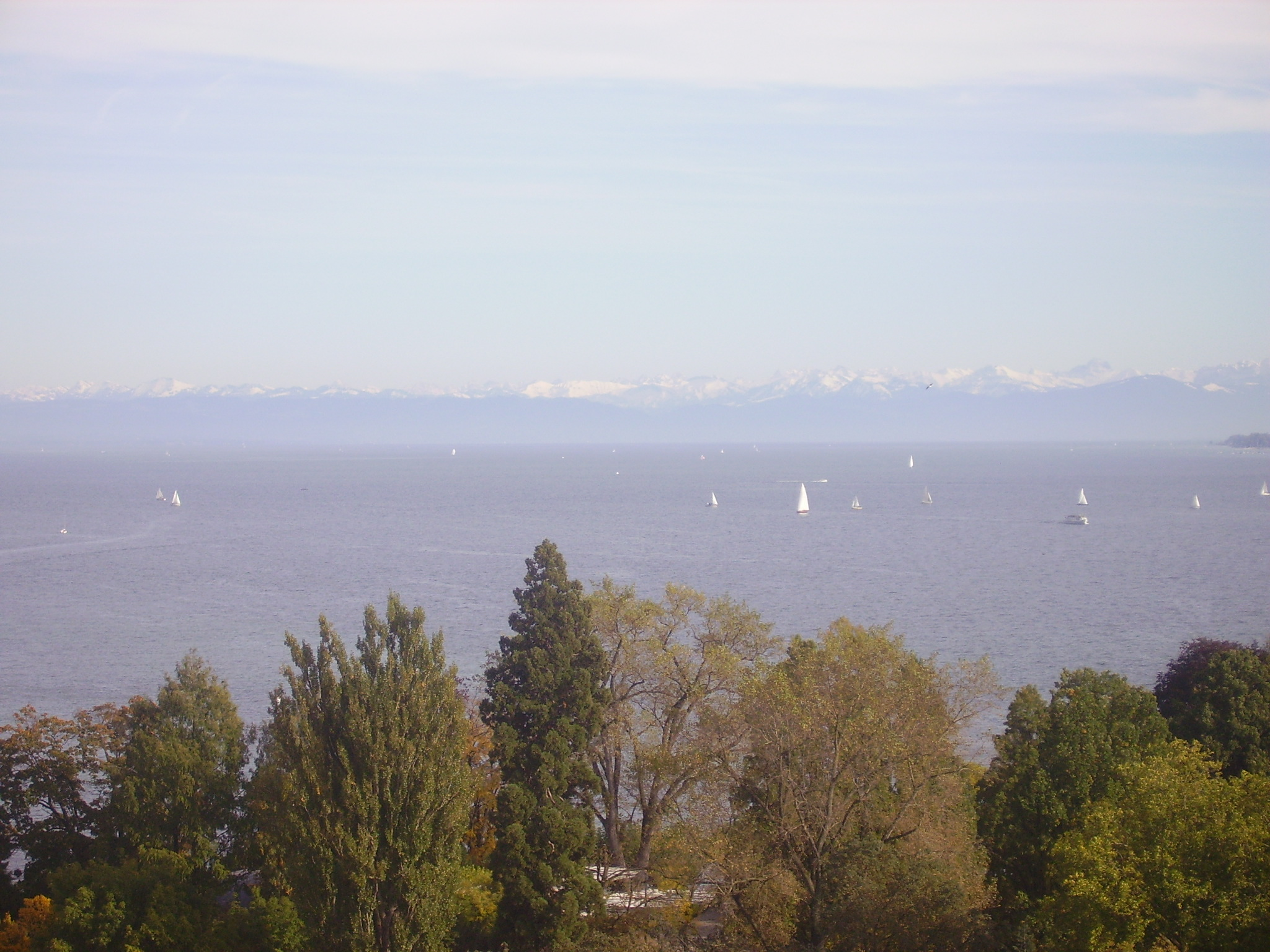
Bodensee, vom Turm des Konstanzer Münsters

Diese Liste von Seen in Deutschland gibt einen Überblick über Seen und Stauseen in Deutschland. Die zehn Stillgewässer mit der größten Fläche (ab ca. 30 km²) und mit der größten Tiefe (ab ca. 70 m) sind in eigenen Tabellen gesondert dargestellt. Der flächengrößte und zugleich tiefste See auf deutschem Staatsgebiet ist der Bodensee, obwohl (nicht festgelegte) Teile davon in Österreich und in der Schweiz liegen. Der größte vollständig deutsche See ist die Müritz in der Mecklenburgischen Seenplatte.

## Sortierung der Seen nach Alphabet
Die folgende (noch unvollständige) Liste der Seen und Stauseen in Deutschland ist aufgrund der großen Gewässeranzahl auf Unterartikel alphabetisch sortiert nach Anfangsbuchstaben verteilt:

## Sortierung der Seen nach Ländern
- Liste von Seen in Baden-Württemberg
- Liste von Seen in Bayern
- Liste von Seen in Berlin
- Liste von Seen in Brandenburg
- Liste von Seen in Bremen
- Liste von Seen in Hamburg
- Liste von Seen in Hessen
- Liste von Seen in Mecklenburg-Vorpommern
- Liste von Seen in Niedersachsen
- Liste von Seen in Nordrhein-Westfalen
- Liste von Seen in Rheinland-Pfalz
- Liste von Seen im Saarland
- Liste von Seen in Sachsen
- Liste von Seen in Sachsen-Anhalt
- Liste von Seen in Schleswig-Holstein
- Liste von Seen in Thüringen

## Flächengrößte deutsche Seen
Dies sind die zehn flächengrößten deutschen Seen (ohne Stauseen) – in der Ausgangsansicht absteigend sortiert nach Fläche:
| Rang | See               | Land (mit Anrainerstaaten)                        | Fläche     | größte Tiefe | Volumen     | Lage |
| ---- | ----------------- | ------------------------------------------------- | ---------- | ------------ | ----------- | ---- |
| 1.   | Bodensee          | Baden-Württemberg / Bayern (Schweiz / Österreich) | 536 km²    | 251 m        | 48 km³      |      |
| 2.   | Müritz            | Mecklenburg-Vorpommern                            | 112,6 km²  | 031 m        | 0,737 km³   |      |
| 3.   | Chiemsee          | Bayern                                            | 079,9 km²  | 073,4 m      | 2,04784 km³ |      |
| 4.   | Schweriner See    | Mecklenburg-Vorpommern                            | 061,54 km² | 052,4 m      | 0,787 km³   |      |
| 5.   | Starnberger See   | Bayern                                            | 056,36 km² | 127,8 m      | 2,99892 km³ |      |
| 6.   | Ammersee          | Bayern                                            | 046,6 km²  | 081,1 m      | 1,75001 km³ |      |
| 7.   | Plauer See        | Mecklenburg-Vorpommern                            | 038,4 km²  | 025,5 m      | 0,300 km³   |      |
| 8.   | Kummerower See    | Mecklenburg-Vorpommern                            | 032,55 km² | 023,3 m      | 0,26296 km³ |      |
| 9.   | Steinhuder Meer   | Niedersachsen                                     | 029,1 km²  | 02,9 m       | 0,042 km³   |      |
| 10.  | Großer Plöner See | Schleswig-Holstein                                | 028,4 km²  | 056,2 m      | 0,3846 km³  |      |

## Wasserreichste deutsche Seen
Dies sind die 15 volumengrößten deutschen Seen (ohne Stauseen) – in der Ausgangsansicht absteigend sortiert nach Inhalt:
| Rang | See               | Land (mit Anrainerstaaten)                        | Volumen [km³] | größte Tiefe [m] | Fläche [km²] | Lage |
| ---- | ----------------- | ------------------------------------------------- | ------------- | ---------------- | ------------ | ---- |
| 01.  | Bodensee          | Baden-Württemberg / Bayern (Schweiz / Österreich) | 48,00         | 251,0            | 536,0        |      |
| 02.  | Starnberger See   | Bayern                                            | 03,00         | 127,7            | 056,0        |      |
| 03.  | Chiemsee          | Bayern                                            | 02,05         | 072,7            | 080,0        |      |
| 04.  | Ammersee          | Bayern                                            | 01,75         | 081,1            | 046,6        |      |
| 05.  | Walchensee        | Bayern                                            | 01,30         | 190,0            | 016,3        |      |
| 06.  | Schweriner See    | Mecklenburg-Vorpommern                            | 00,79         | 052,4            | 061,5        |      |
| 07.  | Müritz            | Mecklenburg-Vorpommern                            | 00,74         | 031,0            | 117,0        |      |
| 08.  | Königssee         | Bayern                                            | 00,51         | 190,0            | 05,2         |      |
| 09.  | Geiseltalsee      | Sachsen-Anhalt                                    | 00,42         | 078,0            | 018,4        |      |
| 10.  | Schaalsee         | Schleswig-Holstein Mecklenburg-Vorpommern         | 00,39         | 071,5            | 023,5        |      |
| 11.  | Großer Plöner See | Schleswig-Holstein                                | 00,38         | 060,5            | 028,4        |      |
| 12.  | Tegernsee         | Bayern                                            | 00,32         | 072,6            | 08,9         |      |
| 13.  | Tollensesee       | Mecklenburg-Vorpommern                            | 00,31         | 031,2            | 019,9        |      |
| 14.  | Plauer See        | Mecklenburg-Vorpommern                            | 00,30         | 025,5            | 038,4        |      |
| 15.  | Kummerower See    | Mecklenburg-Vorpommern                            | 00,26         | 023,3            | 032,5        |      |

## Tiefste deutsche Seen
Dies sind die zehn tiefsten deutschen Seen (ohne Stauseen) – in der Ausgangsansicht absteigend sortiert nach Tiefe:
| Rang | See                      | Land (mit Anrainerstaaten)                        | größte Tiefe | Fläche      | Volumen     | Lage |
| ---- | ------------------------ | ------------------------------------------------- | ------------ | ----------- | ----------- | ---- |
| 1.   | Bodensee                 | Baden-Württemberg / Bayern (Schweiz / Österreich) | 251 m        | 536 km²     | 48 km³      |      |
| 2.   | Walchensee               | Bayern                                            | 190 m        | 016,267 km² | 1,2997 km³  |      |
| 2.   | Königssee                | Bayern                                            | 190 m        | 05,218 km²  | 0,51179 km³ |      |
| 4.   | Starnberger See          | Bayern                                            | 127,7 m      | 056 km²     | 2,99892 km³ |      |
| 5.   | Ammersee                 | Bayern                                            | 081,1 m      | 046,6 km²   | 1,75001 km³ |      |
| 6.   | Geiseltalsee             | Sachsen-Anhalt                                    | 078,0 m      | 018,4 km²   | 0,423 km³   |      |
| 7.   | Steinbruchsee Wildschütz | Sachsen                                           | 074,0 m      | 00,8 km²    | ??? km³     |      |
| 8.   | Chiemsee                 | Bayern                                            | 072,7 m      | 080 km²     | 2,04784 km³ |      |
| 9.   | Tegernsee                | Bayern                                            | 072,6 m      | 08,934 km²  | 0,32309 km³ |      |
| 10.  | Pulvermaar               | Rheinland-Pfalz                                   | 072 m        | 00,385 km²  | 0,0119 km³  |      |
| 10.  | Schaalsee                | Mecklenburg-Vorpommern / Schleswig-Holstein       | 072 m        | 023,5 km²   | 0,391 km³   |      |

Anmerkungen
1. 1 2 3  Die territorialen Grenzen im Bodensee sind völkerrechtlich nicht festgelegt worden, siehe Territoriale Zugehörigkeit des Bodensees. Daher kann auch die Fläche des Bodensees nicht auf die Anrainerstaaten aufgeteilt werden.